# Roll the Bones
| 전문가 평가                       | 전문가 평가 |
| 평가 점수                         | 평가 점수   |
| 출처                              | 점수        |
| --------------------------------- | ----------- |
| AllMusic                          | [ 3 ]       |
| The Encyclopedia of Popular Music | [ 5 ]       |
| Entertainment Weekly              | B           |

《Roll the Bones》는 캐나다의 록 밴드 러시가 1991년 9월 3일, 앤섬 레코드에서 발매한 열네 번째 스튜디오 음반이다. 이 밴드는 이전 발매한 《Presto》를 홍보하는 투어를 마치고 잠시 창작 활동을 중단한 후 음반 작업을 시작했다.
《Roll the Bones》는 미국에서 3위, 영국에서 10위, 캐나다에서 11위에 오르며 이 밴드의 상업적 성공의 귀환이었다. 이 음반은 1992년 시상식에서 최고 음반 디자인 부문 주노상을 수상했다. 2001년 8월, 이 음반은 미국 음반 산업 협회로부터 미국에서 100만 장을 판매하여 플래티넘 인증을 받았다. 이 음반은 2004년과 2013년에 《The Studio Albums 1989–2007》 박스 세트의 일부로 리마스터링되었다. 2015년 애비 로드 스튜디오에서 숀 매기에 의해 그들의 전체 백 카탈로그를 리마스터링하려는 러시의 직접적인 접근에 따라 재발행되었다.

## 배경
1990년 6월, 러시는 그들의 이전 음반인 《Presto》 (1989년) 투어를 마쳤다. 그들은 일부러 투어를 짧게 했는데, 게디 리는 이것이 그 그룹이 음반 투어를 너무 조심스럽게 느끼기 때문이라고 말했다. 그러나, 그것은 그들에게 즐겁고 긍정적인 경험이 되었고, 그것이 끝날 때쯤에는 "우리는 너무 충전되어 계속 연주하고 싶었다." 그 밴드의 새로운 에너지는 《Roll the Bones》의 작곡과 녹음 세션으로 이어졌다. 그들은 그 후 휴식을 취했지만, 후속 음반을 위한 새로운 자료에 대한 작업을 시작하기 위해 그것을 짧게 자르기로 결정했다.
《Presto》와 마찬가지로, 러시는 온타리오주 클레어몬트에 있는 외딴 스튜디오인 샬레 스튜디오로 후퇴함으로써 작업을 시작했다. 닐 피어트가 가사를 쓰는 동안 리와 알렉스 라이프슨이 음악 작업을 하면서, 그들은 2+1⁄2달 동안 머물렀다. 셋은 저녁에 다시 소집되어 피트는 다른 둘이 낮에 생각해 낸 것을 들을 수 있었다. 리는 조류 관찰에 흥미를 가지게 되었고, 스튜디오 창문 옆의 부서진 조류 먹이통들이 수리되고 그가 글을 쓰면서 즐겨 관찰했던 먹이로 채워지도록 했다. 이 음반의 라이너 노트에는 새들에게 감사하는 내용이 포함되어 있다.

## 곡 목록
모든 곡들은 게디 리, 알렉스 라이프슨 그리고 닐 피어트에 의해 작사/작곡하였다.
| #  | 제목                                                                | 재생 시간 |
| -- | ------------------------------------------------------------------- | --------- |
| 1. | 〈Dreamline〉                                                       | 4:37      |
| 2. | 〈Bravado〉                                                         | 4:35      |
| 3. | 〈Roll the Bones〉                                                  | 5:30      |
| 4. | 〈Face Up〉                                                         | 3:54      |
| 5. | 〈Where's My Thing? (Part IV, "Gangster of Boats" Trilogy) (기악)〉 | 3:49      |

| #   | 제목                  | 재생 시간 |
| --- | --------------------- | --------- |
| 6.  | 〈The Big Wheel〉     | 5:13      |
| 7.  | 〈Heresy〉            | 5:27      |
| 8.  | 〈Ghost of a Chance〉 | 5:18      |
| 9.  | 〈Neurotica〉         | 4:39      |
| 10. | 〈You Bet Your Life〉 | 5:01      |

## 인증
| 국가                       | 인증     | 판매량/출하량 |
| -------------------------- | -------- | ------------- |
| 캐나다 (뮤직 캐나다)       | 플래티넘 | 100,000^      |
| 미국 (RIAA)                | 플래티넘 | 1,000,000^    |
| ^출하량을 기반으로 한 인증 |          |               |